# Complexe aqua

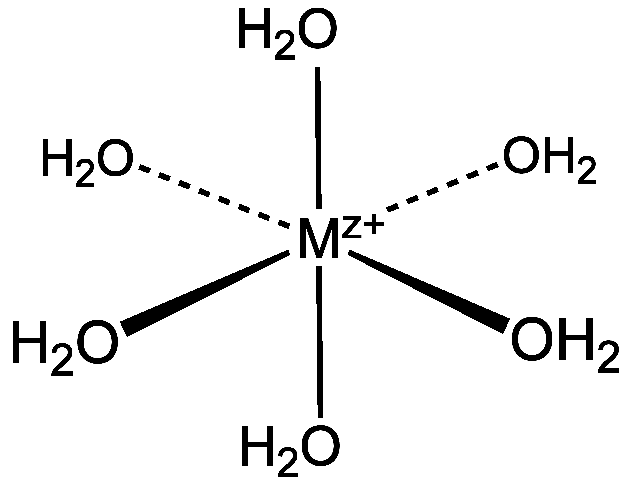
Exemple de complexe aqua octaédrique.

En chimie de coordination, un complexe aqua, ou complexe aquo, est un complexe de coordination homoleptique formé d'un ion métallique et de molécules d'eau coordonnées comme ligands. Ces complexes sont l'espèce prédominante des solutions aqueuses de nombreux sels métalliques tels que les nitrates, sulfates et perchlorates. Ils ont pour formule générale [M(H2O)n]z+. Leurs propriétés sous-tendent de nombreux aspects de la chimie environnementale, biologique et industrielle. Par extension, on parle couramment de complexes aqua pour tout complexe hétéroleptique dans lequel au moins une molécule d'eau est coordonnée,.

## Structure et stœchiométrie

### Complexes hexa-aqua
La plupart des complexes aqua sont mononucléaires, de formule générale [M(H2O)6]z+, avec z = 2 ou 3 ; ils adoptent une géométrie octaédrique. Les molécules d'eau agissent comme des bases de Lewis, cédant une paire d'électrons à l'ion métallique et formant une liaison covalente de coordination avec ce dernier. Le tableau suivant en recense quelques exemples typiques :
| Complexe         | Couleur        | Configuration électronique | Distance M–O  | Taux d'échange d'H2O à 25 °C | Taux d'échange M2+/3+ à 25 °C |
| ---------------- | -------------- | -------------------------- | ------------- | ---------------------------- | ----------------------------- |
| [Ti(H2O)6]3+     | violet         | t2g1                       | 202,5 pm      | 1,8 × 105                    | —                             |
| [V(H2O)6]2+ (en) | violet         | t2g3                       | 212 pm        | 8,7 × 101                    | rapide                        |
| [V(H2O)6]3+ (en) | jaune          | t2g2                       | 199,1 pm      | 5,0 × 102                    | rapide                        |
| [Cr(H2O)6]2+     | bleu           | t2g3 eg1                   | 206 et 233 pm | 1,2 × 108                    | lent                          |
| [Cr(H2O)6]3+     | violet         | t2g3                       | 196,1 pm      | 2,4 × 10−6                   | lent                          |
| [Mn(H2O)6]2+     | rose pâle      | t2g3 eg2                   | 217,7 pm      | 2,1 × 107                    | —                             |
| [Fe(H2O)6]2+     | bleu-vert pâle | t2g4 eg2                   | 209,5 pm      | 4,4 × 106                    | rapide                        |
| [Fe(H2O)6]3+     | violet pâle    | t2g3 eg2                   | 199,0 pm      | 1,6 × 102                    | rapide                        |
| [Co(H2O)6]2+     | rose           | t2g5 eg2                   | 208 pm        | 3,2 × 106                    | —                             |
| [Ni(H2O)6]2+     | vert           | t2g6 eg2                   | 205 pm        | 3,2 × 104                    | —                             |
| [Cu(H2O)6]2+     | bleu           | t2g6 eg3                   | 197 et 230 pm | 5,7 × 109                    | —                             |
| [Zn(H2O)6]2+     | incolore       | t2g6 eg4                   | ?             | ?                            | —                             |

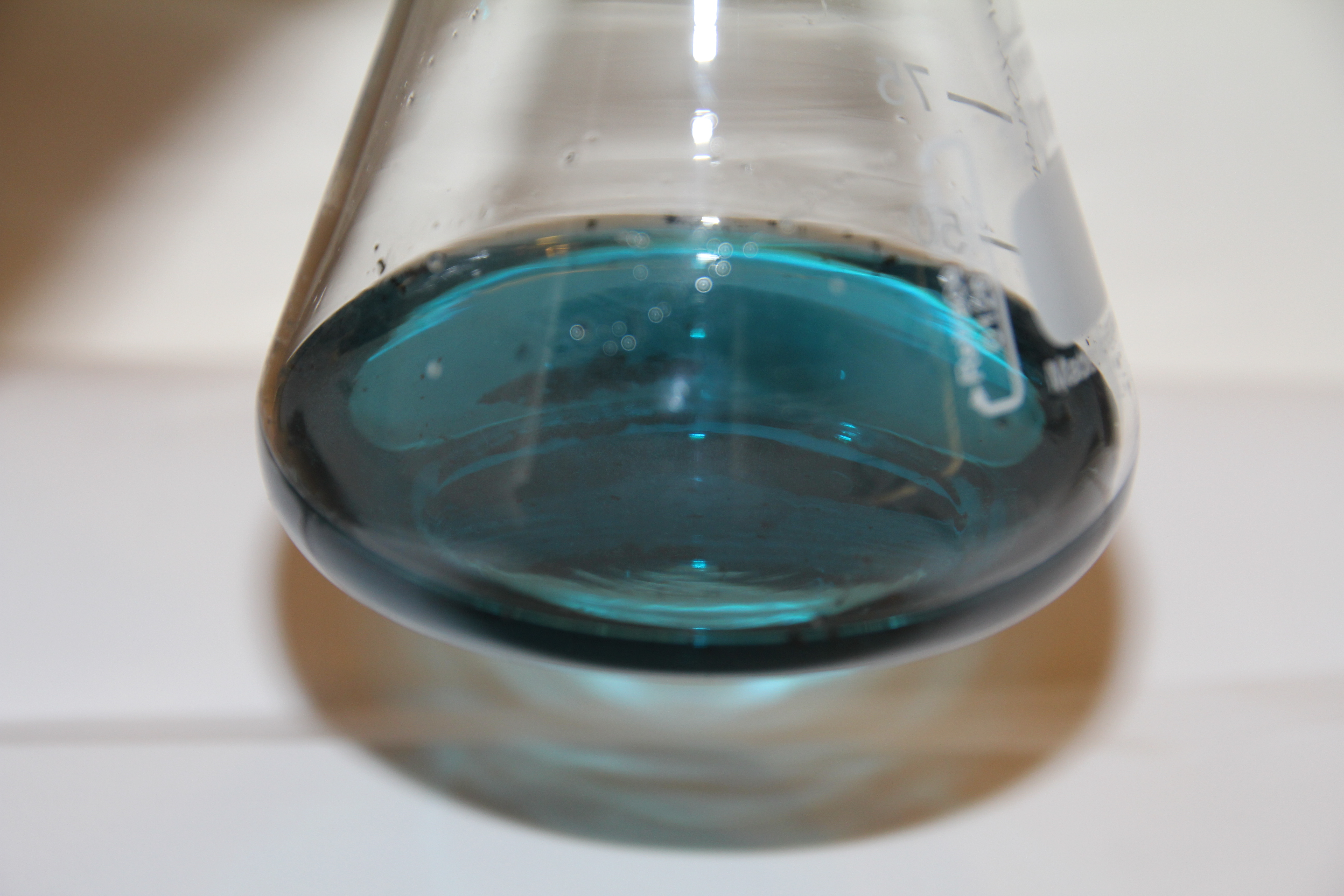
Solution aqueuse de Cr(II).

Outre ces exemples simples, on peut également noter d'autres complexes hexa-aqua de métaux tels que les sels de Tutton (en), composés cristallins de formule générique (NH4)2M(SO4)2·6H2O, où M = V2+, Cr2+, Mn2+, Co2+, Ni2+ et Cu2+, ou encore les aluns, de formule générale MM′(SO4)2·12H2O, qui sont également des sels doubles.

### Complexes tétra-aqua
L'argent(I) forme le cation [Ag(H2O)4]+, exemple rare de complexe aqua tétraédrique. On a également considéré que le palladium(II) et le platine(II) formaient des complexes aqua à géométrie plane carrée.

### Complexes octa- et nona-aqua
Les complexes aqua de cations de lanthanide(III) [Ln(H2O)n]3+ comptent huit ou neuf molécules d'eau (n = 8 ou 9), ce qui reflète la grande taille des centres métalliques correspondants.

### Complexes aqua binucléaires

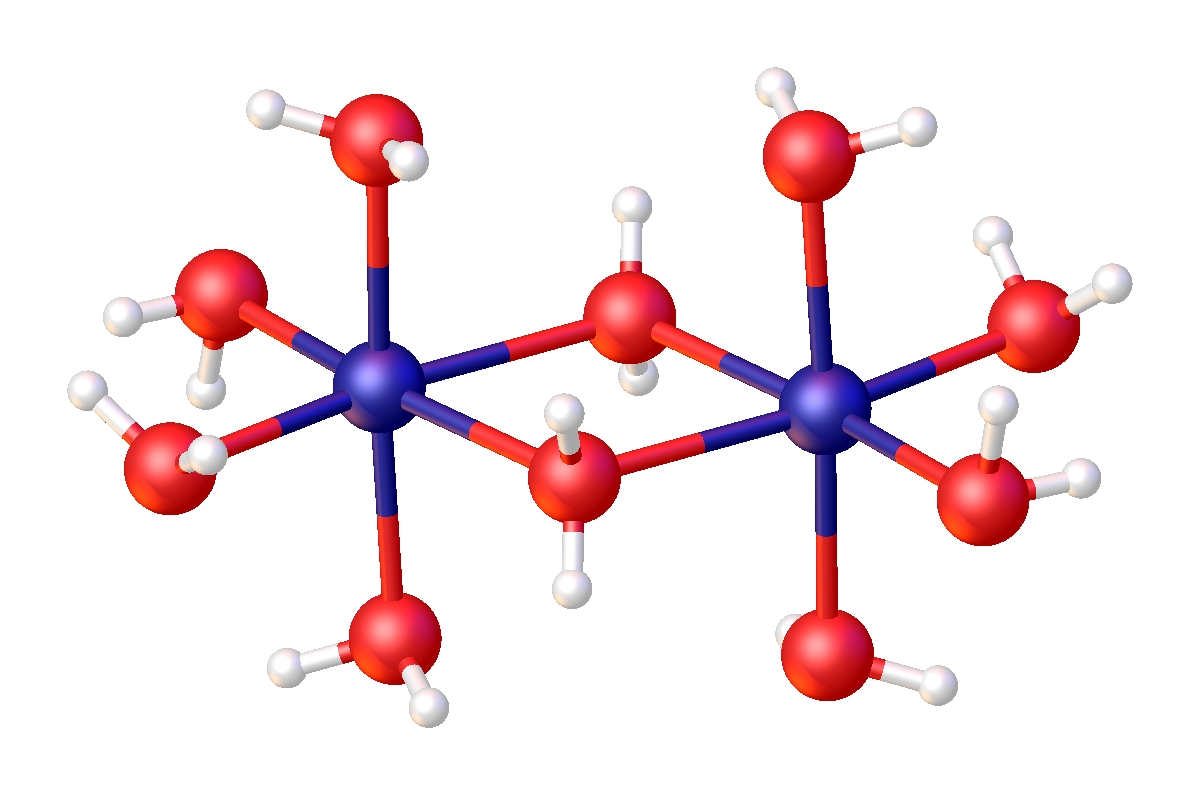
Cation 4+.

Dans l'ion binucléaire [Co2(H2O)10]4+, de structure [(H2O)4Co(µ-H2O)2Co(H2O)4]4+, chaque molécule d'eau pontante donne une paire d'électrons à un ion cobalt et une autre paire à l'autre ion cobalt. La longueur des liaisons Co–O vers les ligands aqua pontants est de 213 pm tandis que celle des liaisons Co–O vers les ligands aqua terminaux n'est que de 203 pm.
Les complexes [Mo2(H2O)8]4+ et [Rh2(H2O)10]4+ contiennent des liaisons métal–métal.

### Complexes hydroxo- et oxo-aqua
Les complexes aqua monomères de Nb, Ta, Mo, W, Mn, Tc, Re et Os dans les états d'oxydation +4 à +7 n'ont pas été observés. Par exemple, l'ion [Ti(H2O)6]4+ est inconnu : les espèces hydrolysées [Ti(OH)2(H2O)n]2+ sont les espèces principales dans les solutions diluées. Avec les états d'oxydation plus élevés, la charge électrique effective sur le cation est encore réduite par la formation de complexes oxo. Ainsi, le vanadium forme des complexes de vanadyle VO2+ ; l'hypothétique ion hexa-aqua [V(H2O)6]5+ donnerait par conséquent le cation [VO(H2O)5]3+ :
[V(H2O)6]5+ ⟶ [VO(H2O)5]3+ + 2 H+.
Avec le chrome(VI) et le manganèse(VII), seuls les oxyanions ont été observés.

## Réactions
Les réactions d'échanges de ligands, d'oxydoréduction et acido-basiques sont parmi les réactions les plus significatives des solutions aqueuses d'ions métalliques.

### Échange de ligands aqua
L'échange de ligands aqua implique le remplacement d'une molécule d'eau coordonnée par une molécule d'eau du solvant. Ce processus est souvent représenté en marquant une molécule d'eau H2O* :
[M(H2O)n]z+ + H2O* ⟶ [M(H2O)n−1(H2O*)]z+ + H2O.
En l'absence de marquage isotopique, la réaction est dégénérée, c'est-à-dire que la variation d'enthalpie libre ΔG est nulle. Les vitesse d'échange varient sur plusieurs ordres de grandeur. Le principal facteur influençant la vitesse d'échange est la charge électrique : les cations métalliques les plus chargés échangent leurs ligands aqua plus lentement que les cations les moins chargés. La vitesse d'échange des complexes [Na(H2O)6]+ et [Al(H2O)6]3+ varie ainsi d'un facteur 109. La configuration électronique est également un facteur important, comme l'illustre le fait que la vitesse d'échange de ligands aqua des complexes [Al(H2O)6]3+ et [Ir(H2O)6]3+ varie également d'un facteur 109. L'échange d'eau suit généralement une voie de subtitution dissociative (en), de sorte que les constantes de vitesse indiquent des réactions de premier ordre.

### Échange d'électrons
Il s'agit du transfert d'un électron entre un cation divalent vers un cation trivalent, ce qui apparaît macroscopiquement comme un « auto-échange » entre deux états d'oxydation du même métal, d'où le terme anglais de self-exchange. Le potentiel d'électrode standard pour l'équilibre suivant :
[M(H2O)6]2+ + [M(H2O)6]3+  {\displaystyle \rightleftharpoons }  [M(H2O)6]3+ + [M(H2O)6]2+
est donné dans le tableau suivant pour les couples rédox V2+/V3+, Cr2+/Cr3+, Mn2+/Mn3+, Fe2+/Fe3+ et Co2+/Co3+ :
| V       | Cr      | Mn      | Fe      | Co      |
| ------- | ------- | ------- | ------- | ------- |
| −0,26 V | −0,41 V | +1,51 V | +0,77 V | +1,82 V |
Cela illustre que l'état d'oxydation inférieur devient d'autant plus stable que le numéro atomique augmente. La valeur particulièrement élevée du couple Mn2+/Mn3+ provient de la différence d'énergie de stabilisation du champ cristallin. La réaction « d'auto-échange » peut s'écrire de la manière suivante à l'aide d'atomes métalliques marqués :
[M(H2O)6]2+ + [M*(H2O)6]3+ ⟶ [M(H2O)6]3+ + [M*(H2O)6]2+.
La vitesse d'échange des électrons peut varier significativement en fonction de l'énergie nécessaire pour les changements de configurations électroniques des cations métalliques : plus ces configurations sont différentes, plus les échanges d'électrons sont lents. Il s'agit d'un transfert d'électron de sphère externe (en). Une énergie de changement de configuration électronique élevée est généralement associée à un changement de population du niveau eg, notamment pour les complexes octaédriques.

### Réactions acido-basiques
Les solutions de complexes métalliques aqua sont acides en raison des protons des ligands H2O. En solution diluée, le complexe aqua de chrome(III) a un pKa d'environ 4,3 :
[Cr(H2O)6]3+  {\displaystyle \rightleftharpoons }  [Cr(H2O)5(OH)]2+ + H+.
Ainsi, l'ion aqua est un acide faible, de force comparable à celle de l'acide acétique (pKa d'environ 4,8). Ce pKa est typique des ions trivalents. L'influence de la configuration électronique sur l'acidité s'observe par le fait que [Ru(H2O)6]3+ (pKa = 2,7) est plus acide que [Rh(H2O)6]3+ (pKa = 4), malgré le fait que Rh(III) devrait être plus électronégatif. Cet effet est lié à la stabilisation du ligand donneur π hydroxyde par le centre Rh(III) t2g5.
Dans les solutions concentrées, certains complexes hydroxo métalliques subissent des réactions de condensation, appelées olation, donnant des espèces polymères. On pense que de nombreux minéraux se forment par olation. Les ions aqua des ions métalliques divalents sont moins acides que ceux des cations trivalents.
Les espèces hydrolysées présentent souvent des propriétés très différentes du complexe précurseur hexa-aqua. Par exemple, l'échange d'eau dans [Al(H2O)5OH]2+ est 20 000 fois plus rapide que dans [Al(H2O)6]3+.